# Oplegnathus fasciatus
Oplegnathus fasciatus, tên thông thường là cá vẹt Nhật Bản, là một loài cá biển thuộc chi Oplegnathus trong họ Oplegnathidae. Loài cá này được mô tả lần đầu tiên vào năm 1844.

## Từ nguyên
Từ fasciatus trong danh pháp của loài cá này theo tiếng Latinh có nghĩa là "dải sọc", ám chỉ các dải sọc dọc màu đen trên cơ thể của chúng.

## Phạm vi phân bố và môi trường sống
O. fasciatus có phạm vi phân bố ở vùng biển Tây Bắc và Trung Thái Bình Dương. Loài cá này xuất hiện ở vùng biển ngoài khơi Nhật Bản, Hàn Quốc, đảo Đài Loan và quần đảo Hawaii. O. fasciatus sống gần các rạn san hô ở độ sâu khoảng 10 m trở lại.

## Loài du nhập

### Địa Trung Hải
O. fasciatus đã được ghi nhận ở Địa Trung Hải lần đầu tiên vào năm 2009, thông qua hai cá thể được chụp ở ngoài khơi Valletta (Malta). Tiếp sau đó, vào năm 2015, hai cá thể khác của O. fasciatus tiếp tục được bắt gặp lần lượt ở ngoài khơi Urinj (Croatia) và Trieste (Ý), thuộc biển Adriatic (phía bắc Địa Trung Hải).

### Hoa Kỳ

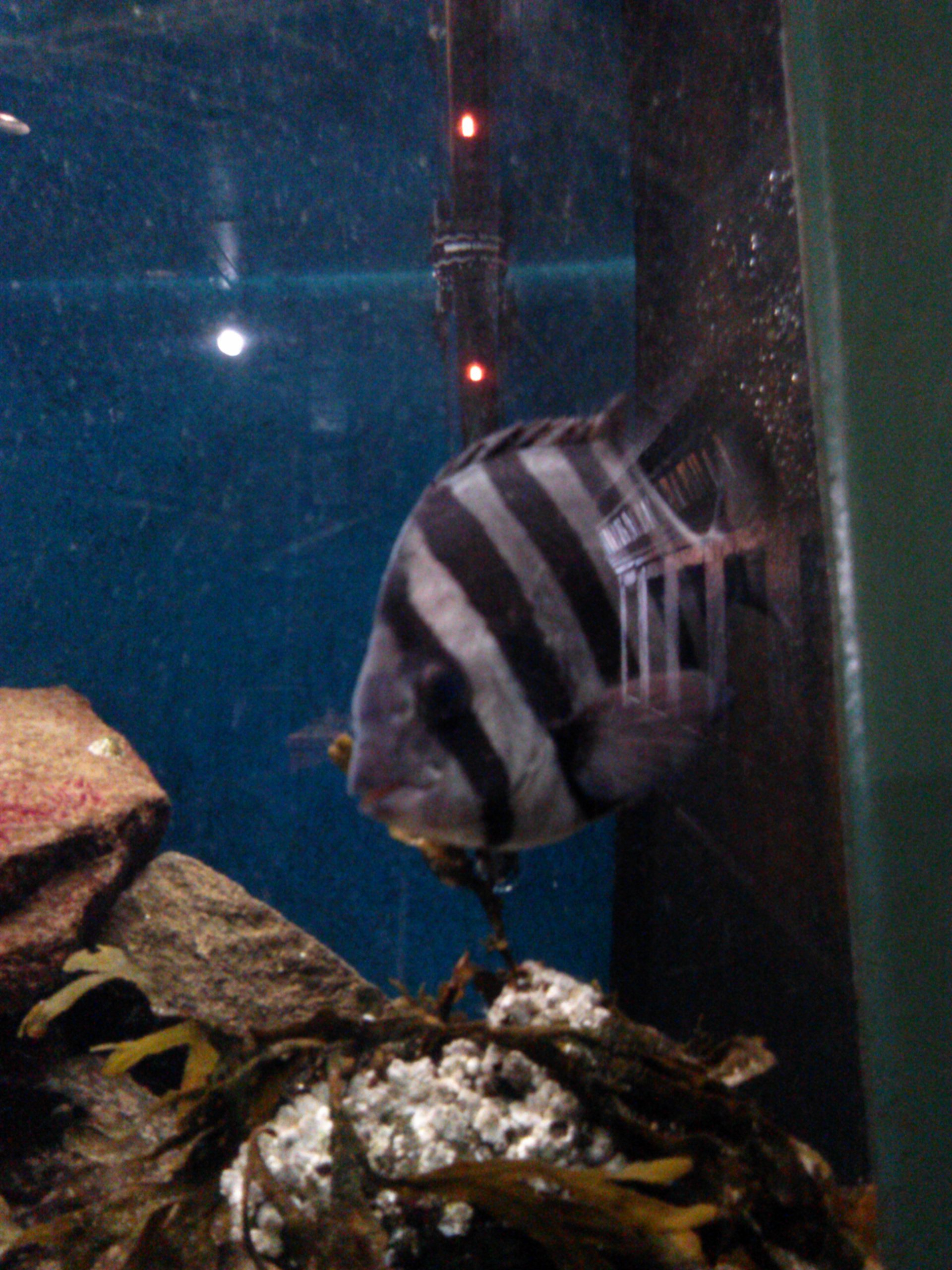
Cá thể O. fasciatus duy nhất còn sống sót. Chụp tại Thủy cung Seaside (Oregon).

Trong trận sóng thần Tōhoku xảy ra vào năm 2011 tại Nhật Bản, rất nhiều mảnh vụn sau đó đã theo dòng biển trôi dạt vào bờ tây của lục địa Bắc Mỹ, bao gồm Alaska, British Columbia và dọc theo bờ Tây Hoa Kỳ, và cả các hòn đảo của Hawaii. Một số tàu thuyền trôi dạt từ trận sóng thần là nơi ẩn náu của các loài xâm lấn tiềm tàng.
Đáng chú ý là xác của một chiếc thuyền có tên là Saisho-maru, đã trôi dạt vào bờ biển thành phố Long Beach của bang Washington (Hoa Kỳ) vào tháng 3 năm 2013. Người dân địa phương đã phát hiện 5 cá thể của loài O. fasciatus ở phần khoang sau của thuyền, vốn ngập hoàn toàn trong nước biển. Ngoài O. fasciatus, ước tính có khoảng 30 đến 50 loài động thực vật cũng có mặt trên Saisho-maru, bao gồm các loài hải quỳ, cua biển, giun biển và động vật có vỏ, cũng như các loài rong tảo.
Với lo ngại rằng loài cá này sẽ trở thành một loài xâm lấn, Cục Cá và Động vật hoang dã Washington đã cho an tử 4 cá thể O. fasciatus và gửi đến Đại học Tiểu bang Oregon để các nhà sinh vật học nghiên cứu. Trước đó, một người dân địa phương đã vớt một con cá và đưa nó đến Tòa thị chính của Long Beach. Cá thể O. fasciatus duy nhất còn sống sót, được đặt tên là "cá sóng thần", sau đó được chuyển đến một hồ cá ở Thủy cung Seaside ở thành phố Seaside, Oregon. Nó vẫn còn sống cho đến tháng 2 năm 2016.
Trong khoảng từ năm 2013 đến 2015, nhiều cá thể O. fasciatus đã được phát hiện dọc theo bờ biển Thái Bình Dương của Bắc Mỹ, trải dài từ bang Washington đến bang California. Chúng được tìm thấy trong các xác tàu thuyền bị đắm trong trận sóng thần Tōhoku. Ngoài ra, O. fasciatus cũng được nhìn thấy trong tự nhiên, tập trung ở các khu vực được biết là có những mảnh vỡ dạt vào bờ từ sau trận sóng thần.

## Mô tả

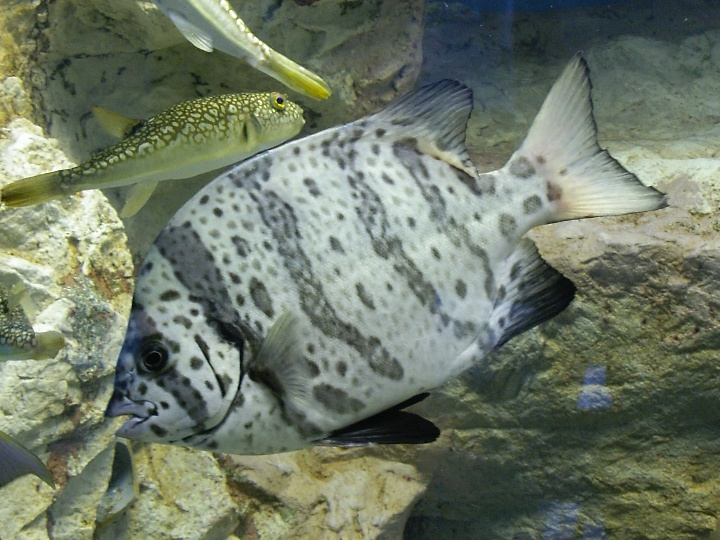
Cá thể lai O. fasciatus × O. punctatus

Chiều dài cơ thể tối đa được ghi nhận ở O. fasciatus là 80 cm. Cá con có thân màu trắng với 7 dải sọc dọc màu đen ở hai bên cơ thể: dải thứ nhất băng qua mắt, 4 dải giữa nằm trên thân, còn 2 dải cuối nằm trên cuống đuôi. Mặt của chúng có màu đen, nổi bật với phần mõm nhọn được bao quanh bởi lớp môi dày. Gai vây lưng ngắn ở phía trước và vươn cao ở giữa; phần vây lưng mềm và vây hậu môn được bo tròn; vây đuôi hơi tròn hoặc cụt. Khi trưởng thành, cơ thể phát triển dài hơn và chuyển từ màu trắng sang màu xám, còn vây lưng mềm và vây hậu môn gần như có hình tam giác.
Trong tự nhiên, O. fasciatus có thể tạo ra những cá thể lai với loài họ hàng là Oplegnathus punctatus.
Số gai ở vây lưng: 11 - 12; Số tia vây ở vây lưng: 17 - 18; Số gai ở vây hậu môn: 3; Số tia vây ở vây hậu môn: 12 - 13; Số gai ở vây bụng: 1; Số tia vây ở vây bụng: 5.

### Trích dẫn
- N. Ta; J. A. Miller; J. W. Chapman; A. E. Pleus; T. Calvanese; T. Miller-Morgan; J. Burke; J. T. Carlton (2018). "The Western Pacific barred knifejaw, Oplegnathus fasciatus (Temminck & Schlegel, 1844) (Pisces: Oplegnathidae), arriving with tsunami debris on the Pacific coast of North America" (PDF). Aquatic Invasions. Quyển 13 số 1. tr. 179–186. doi:10.3391/ai.2018.13.1.14.